# 明治乳業
明治乳業株式会社（めいじにゅうぎょう、英文社名:Meiji Dairies Corporation）は、明治ホールディングス傘下の食品・一般用医薬品メーカーである株式会社 明治が、2011年3月31日まで用いていた旧商号である。
株式会社明治は、法人格の上では1917年12月21日に設立された極東煉乳を継承しており、1940年12月28日に商号を明治乳業に改めている（#沿革節参照）。

## 概要
「明治」ブランドの乳製品は、大正時代に「明治メリーミルク」、昭和初年に「明治牛乳」「明治バター」が発売されるなど長い歴史を持つが、1940年までこれらを生産していたのは明治製糖子会社の明治製菓であった。1940年に明治製糖傘下に入っていた極東煉乳株式会社が明治乳業株式会社と改称し、明治製糖グループの乳業事業が集約された。
戦時統制の時代を経て事業を拡大。先順位メーカーの不祥事（1955年の森永乳業による森永ヒ素ミルク中毒事件、2000年の雪印乳業による雪印集団食中毒事件）のつど業界順位が上がり、2002年からは日本最大手の乳業メーカーとなっていた。
2009年4月1日、グループ企業ではなかったものの同根企業である明治製菓と共同持株会社「明治ホールディングス株式会社」を設立した。明治乳業は明治ホールディングスの完全子会社となり、ブランドマークも一新された。2011年4月1日に「株式会社 明治」へ商号変更し、明治製菓（現：Meiji Seika ファルマ）から菓子・食品・一般用医薬品（主にイソジンうがい薬など）事業が移管された。この一連の経営統合・事業再編によって、明治グループの食品事業は株式会社 明治に一本化されることになった。
メインバンクはみずほ銀行とりそな銀行であった（明治乳業グループは旧第一勧業銀行と旧あさひ銀行と関係が深かった）。また、日本コカ・コーラと業務提携をしていた。

## 沿革

### 「明治乳業」前史
「明治」ブランドの乳業事業は、大正から昭和戦前期にかけて明治製糖傘下の明治製菓（1924年までの商号は東京菓子）によって展開されている。法人としての明治乳業株式会社は、1917年（大正6年）設立の極東煉乳株式会社が1940年（昭和15年）に改称したものであるが、極東煉乳が明治製糖傘下に入ったのは1935年（昭和10年） のことで、それまでは別系統の企業であった。
明治製糖の乳業部門への進出という点では、1917年（大正6年）の房総煉乳への資本参加が事業の起点となる。1936年刊行の『明治製菓株式会社二十年史』は、乳業部門の社史を房総煉乳合併から書き起こし、煉乳大手の一角であった大日本乳製品（もと北海道煉乳）を合併、極東煉乳を傍系企業に従えるに至る叙述となっている。

#### 房総煉乳
千葉県安房地方は酪農地帯であったが、牛乳加工業は不振であった。大山村の竹沢太一はこれを資本が過少であるためと考え、散在する小規模事業者（会社組織をとるものは少なく、ほとんどが個人事業であった）の統合を目指して「房総煉乳」を設立した。明治製糖はこの房総練乳に資本参加した。
- 1916年（大正5年）9月 - 房総煉乳株式会社創立（資本金7万5000円、本店：千葉県安房郡大山村）[6][7]
- 1917年（大正6年）4月16日 - 明治製糖が房総煉乳に資本参加。房総煉乳は資本金を100万円に増資[8]。
明治乳業は、この日をもって「創業の日」と位置付けていた[8][注釈 4]。以後、房総煉乳は安房地方で小規模な事業者・工場を合併・買収を進めた[8]。
- 1917年（大正6年）11月 - 帝国煉乳を合併[7]。
- 1919年（大正8年）9月 - 日本煉乳（のちの森永乳業）との間に協定を結び、安房地域の工場と営業権を譲受[7]。
これにより、安房地域の製乳業を掌握。小規模工場を整理するとともに新工場を建設し、安房郡に館山・滝田・勝山・主基の4工場を擁した[5]。
- 1920年（大正9年）12月1日 - 東京菓子株式会社との合併により会社解散[10]。

#### 東京菓子→明治製菓
- 1916年（大正5年）10月9日 - 東京菓子株式会社設立（本社：東京市日本橋区小網町）。
- 1917年（大正6年）3月 - 東京菓子が明治製糖の傘下となる。
形式の上では、明治製糖の製菓部門の子会社であった「大正製菓株式会社」（1916年（大正5年）設立）を東京製菓が買収した。
- 1920年（大正9年）12月1日 - 房総煉乳を合併[10]。房総煉乳の製乳事業は、東京菓子株式会社製乳部[11]となる。
- 1921年（大正10年）4月 - 煉乳「明治メリーミルク」発売[9][12]。
- 1923年（大正12年） - 育児用の粉ミルク「パトローゲン」発売[9][13]。
「パトローゲン」は糧食研究会の鈴木梅太郎が大正11年（1922年）頃に完成させたもので、当初は糧食研究会が製造にあたっていた[14][注釈 5]。1932年（昭和7年）8月に「パトローゲン」の製造販売権が明治製菓に譲渡され、滝田工場で生産した[15][注釈 6]。
- 1924年（大正13年）9月1日 - 明治製菓株式会社に商号変更。
- 1924年（大正13年）4月 - アイスクリームの製造開始[15][16]。
京橋区南鍛冶町に仮工場を設け製造試売開始[15]。
- 1927年（昭和2年） - 両国工場（本所区亀沢町）開設[17][9]。
7月落成、10月1日操業開始。アイスクリーム・洋風生菓子・清涼飲料水の製造、および勝山工場から輸送される市乳処理（1927年施行の東京府の取締規則により、低温殺菌が義務付けられた）を行った[18]。以後事業拡大とともに数次にわたり工場を拡張した[18]。
- 1928年（昭和3年）10月 - 瓶詰「明治牛乳」を発売[2][18]。
- 1932年（昭和7年） - 両国工場で「明治バター」「明治チーズ」を本格生産[9]。
- 1933年（昭和8年）12月19日 - 共同国産煉乳株式会社設立[19]。
前年のネッスル（ネスレ日本も参照）の日本における煉乳製造進出（淡路島の藤井練乳会社買収）に対抗。大日本製乳協会所属の森永煉乳・明治製菓・極東煉乳が共同出資。
- 1933年（昭和8年）12月 - 明治製菓、大日本乳製品を合併[19]。
- 1934年（昭和9年）4月 - 「金太郎印明治コナミルク」発売[19]。
- 1935年（昭和10年）6月 - 大阪市で明治牛乳の発売を開始[20]。
大阪牛乳購買組合経営の大阪ミルクプラントを買収（明治製菓大阪工場となる）[20]。
- 1935年（昭和10年）12月 - 明治製菓・極東煉乳が資本提携[2][21]。
- 1939年（昭和14年）8月 - 乳業の関連企業6社（明治製乳・朝日牛乳・明治食品・大島煉乳・共同国産煉乳・明治牛乳）を合併[22]。
- 1940年（昭和15年）9月 - 東京保証牛乳株式会社を買収[23]。
- 1940年（昭和15年）12月 - 乳業部門を、兄弟企業である極東煉乳（商号を明治乳業に変更）に委託[24]。

#### 北海道煉乳→大日本乳製品
北海道煉乳（のちに大日本乳製品）は1914年（大正3年）に設立された企業で、大正・昭和初期に煉乳大手の一角を担ったが、1933年（昭和8年）に明治グループに合流した。北海道煉乳が根室に所有した牧場は、もとは1875年（明治8年）に開設された開拓使根室牧畜場（官園参照）であり、現在はその一部が明治公園として整備されている。根室は「明治グループ発祥の地の一つ」とされている。
- 1914年（大正3年）9月 - 北海道煉乳会社創立（資本金25万円）[27]。
橋本左五郎が設立を主唱、古谷辰四郎（古谷製菓創業者）らの賛同により設立[27]。札幌に工場を設立し、各種乳製品を製造した[27]。
- 1921年（大正10年） - 北海道煉乳会社、もと根室牧畜場の土地を買収[26]。
現在の明治公園。根室牧畜場は1890年（明治23年）に民間に払い下げられ、以後所有者を転々としていた。1932年（昭和7年）に第二サイロが建設され、1936年（昭和11年）に第一・第三サイロが建設される。
- 1923年（大正12年）8月 - 八雲工場設立[27][28]。
- 1926年（大正15年）3月11日 - 大日本乳製品株式会社に社名変更[29][30]。
- 1928年（昭和3年） - 厚床工場建設[27]、バター製造を開始[31]。
その後、1931年（昭和6年）12月に厚床工場閉鎖[32]。
- 1928年（昭和3年）6月12日 - ネッスル（ネスレ）との合同の仮契約を結び、業界で騒動となる[33]。
- 1932年（昭和7年） - 明治製菓と提携[27]
明治製糖が株式の過半数を引き受け、明治製菓が経営を委任された[34]
- 1933年（昭和8年）12月 - 明治製菓、大日本乳製品を合併[35][19]。
札幌・八雲・木古内工場が明治製菓に属する[35]。

#### 極東煉乳
極東煉乳株式会社としての発足は1917年（大正6年）であるが、そのルーツの一つとして日本の煉乳製造業の先駆者となった花島煉乳場がある。極東煉乳は大正から昭和にかけて、明治・森永と並ぶ三大会社の一角とされた企業であった。製品は三井物産に販売委託され、その販路は海外にまで広がっていた。明治と極東の工場は、ほぼ同一地域に重複して展開していた。
- 1885年（明治18年） - 静岡県三島の実業家花島兵右衛門、南才塚（現在の南二日町）に牧場「豊牧舎」を開く。
- 1886年（明治19年） - 花島煉乳場設立[37]。
余った牛乳の活用法として煉乳の生産に取り組む。
- 1895年（明治28年） - 煉乳が博覧会で有功二等を受賞
その後さらに改良を重ね「金鵄ミルク」の商品名で販売、初期の国産煉乳の代表的ブランドとなった。「金鵄印」のネーミングには、代表的な輸入煉乳の「鷲印」（Eagle Brand）に対抗する意味があるという。
- 1917年（大正6年）12月21日 - 極東煉乳株式会社設立[38]（資本金150万円、本社：京橋区南槙町）
取締役社長に馬越恭平、専務取締役に橋本信次郎が就任した。
静岡県三島の花島煉乳場と、北海道札幌の札幌練乳場が合同[39]、三井が資本参加した。極東煉乳は花島煉乳場の「金鵄印」の商標を引き継いだ。
- 1918年（大正7年）3月 - 軽川農場を買収[37]、極東農場本部を置く。
軽川駅（現在の手稲駅）前付近。「興農園」の経営を譲り受け、第一農場が設けられた。
- 1923年（大正12年）7月 - 十勝工場設立[28]。
- 1929年（昭和4年）4月 - 江別工場開設[40]。
- 1929年（昭和4年） - この年、ネッスル（ネスレ）との合同が問題となるも破談[41]。
- 1934年（昭和9年）4月1日 - 昭和煉乳株式会社設立
極東煉乳は不況により業績が悪化しており[39]、花島煉乳場をルーツとする極東煉乳三島工場は、同じ三島に拠点を置く森永煉乳に売却された。極東煉乳三島工場と森永煉乳三島工場は統合され新会社「昭和煉乳株式会社」が設立された（社長は松崎半三郎）。昭和煉乳株式会社はその後、森永三島煉乳株式会社と改名し、最終的に森永乳業に吸収された
- 1934年（昭和9年）10月2日 - 江別工場の土地・施設・受乳権を森永煉乳に譲渡、森永煉乳はこれを北海道製酪販売組合連合会（のちの雪印）に譲渡[42]。
- 1935年（昭和10年）12月 - 極東煉乳・明治製菓が資本提携[2][36][21]。
明治製糖が株式の過半数を引き受け、明治製菓が委任経営[36]。製品は明治商事で販売されることとなった[36]。

### 明治乳業への改称以後

#### 統制下の事業
1940年より、牛乳・乳製品の統制（戦時統制）が行われた。
- 1940年（昭和15年）12月28日 - 商号を明治乳業株式会社に変更。
- 1942年（昭和17年）9月25日 - 東京乳業株式会社設立[43]。
統制会社。
- 1943年（昭和18年）2月 - 明治製菓の乳業部門を全面譲受[44]。
- 1944年（昭和19年）12月 - 千葉県酪農株式会社設立
統制会社。この際、明治乳業が「房総煉乳」から受け継いで安房地域に所有していた勝山・滝田・主基・館山工場が現物供出された[39]。

#### 第二次世界大戦後

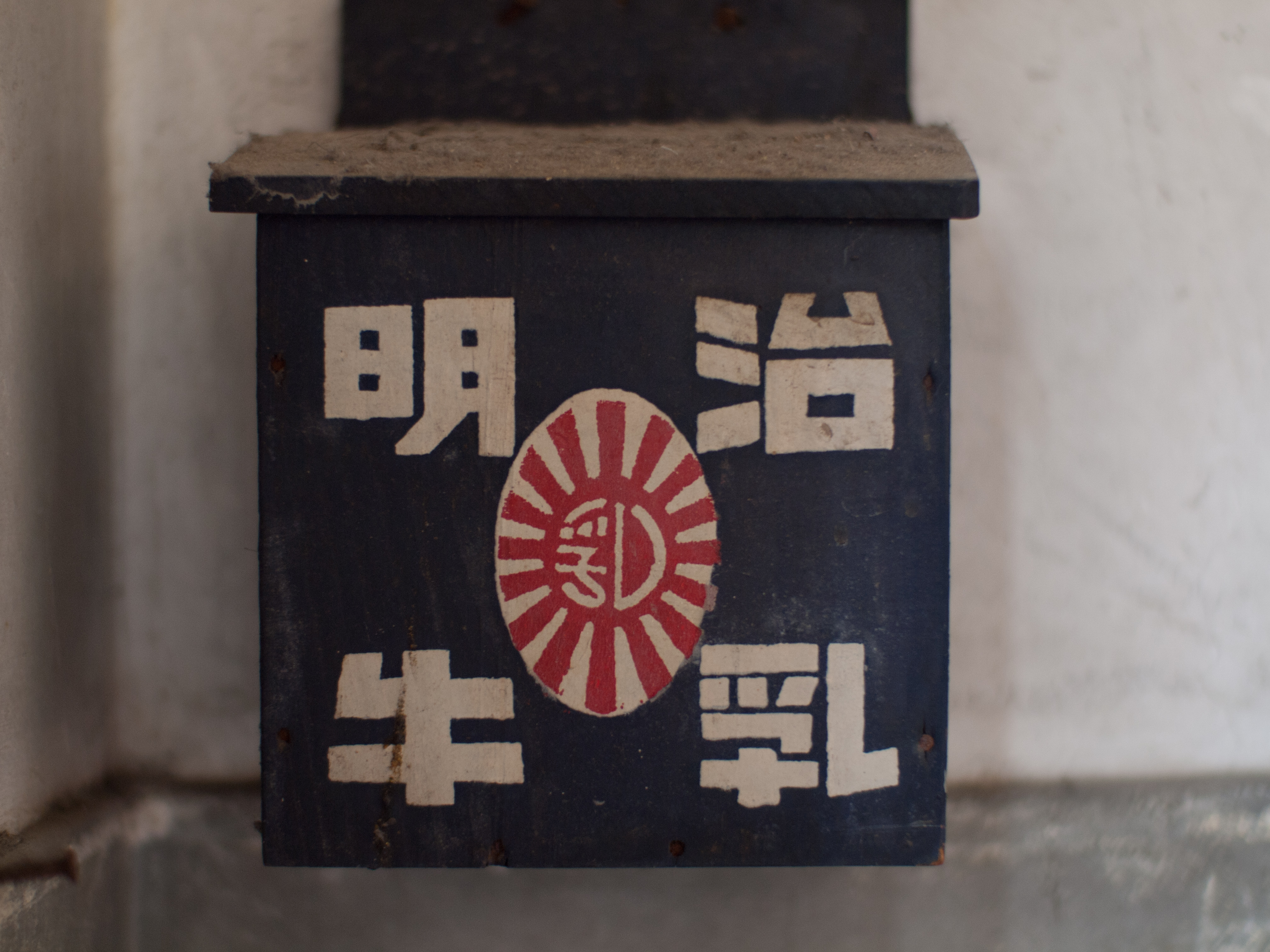
旧社章がデザインされた牛乳受箱

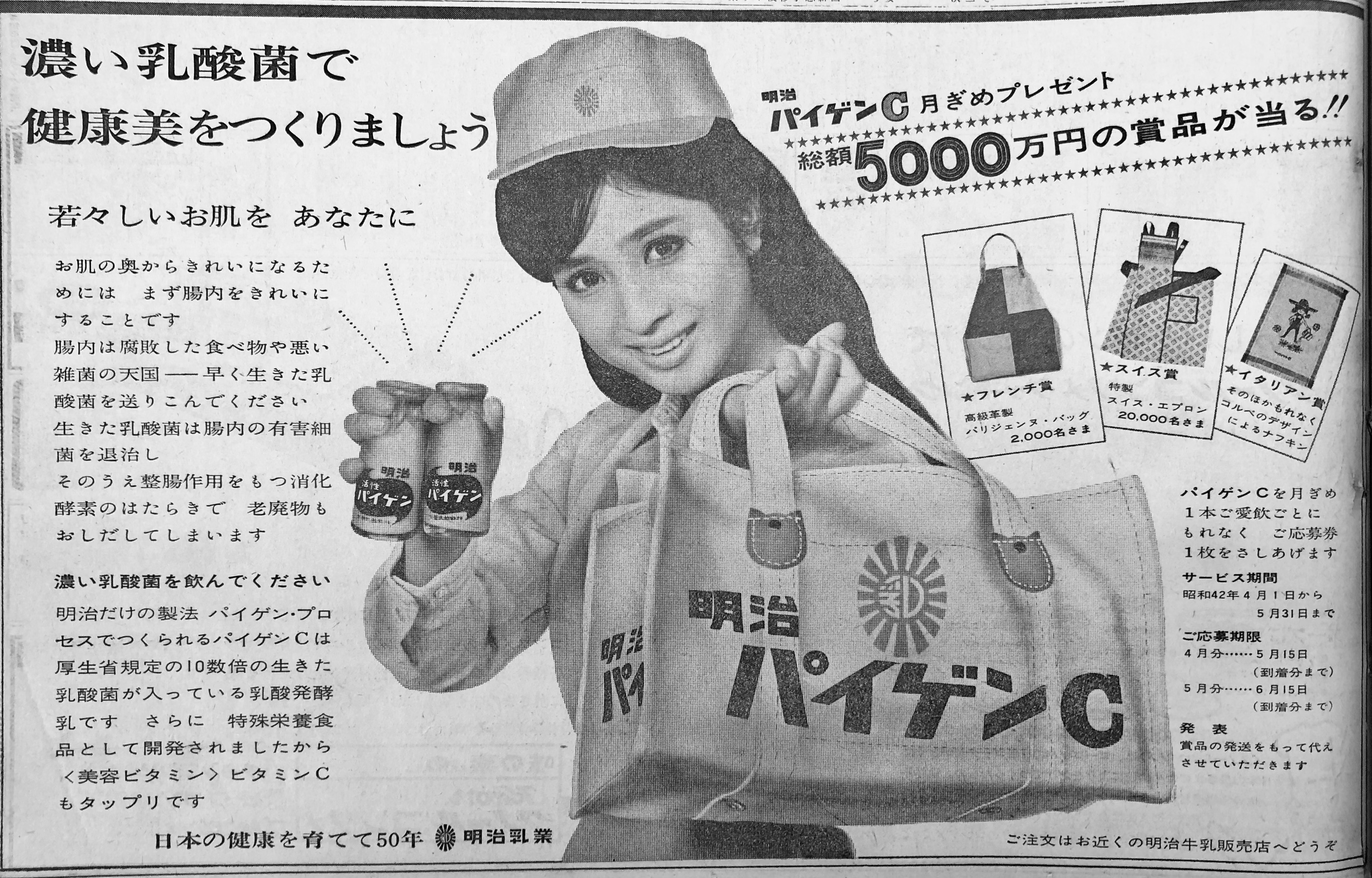
1967年に発売された「パイゲンC」の新聞広告。モデルは松原智恵子。

第二次世界大戦後もしばらくは戦時統制が続いた。1949年に飲用牛乳、1950年に乳製品の統制が解除され、乳業各社間の自由競争が再開された。
- 1949年（昭和24年）
  - 2月 - 名古屋工場操業開始。
  - 5月16日 - 東京証券取引所に上場。
- 1950年（昭和25年） - 「明治ハネーヨーグルト（100cc）」発売[9]。
- 1951年（昭和26年） - 「ソフトカード明治コナミルク」発売[9]。
- 1952年（昭和27年） - 烏山工場操業開始。
- 1953年（昭和28年） - 「明治フレッシュクリーム（180cc、900cc）」発売。
- 1954年（昭和29年）
  - 帯広工場（後の十勝帯広工場）操業開始。
  - 戸田橋工場（後の戸田工場）操業開始。
- 1955年（昭和30年） - 「明治コーヒー牛乳」発売。
- 1957年（昭和32年）
  - 「明治ゴールド牛乳」発売。
  - 根室工場操業開始。
- 1958年（昭和33年） - 「明治フルーツ牛乳」発売。
- 1959年（昭和34年） - 札幌工場操業開始。
- 1961年（昭和36年） - 市川工場操業開始（2000年閉鎖）。
- 1962年（昭和37年） - 愛知工場操業開始。
- 1963年（昭和38年）
  - 5月 - 「明治ゴールドマーガリン」発売[45]。
  - 「明治テーブルマーガリン」発売。
  - 神奈川工場操業開始。
- 1964年（昭和39年）
  - 「ソフトカード明治コナミルクFII」発売。
- 1966年（昭和41年）
  - 「クレミーホイップ」発売。
  - 日本初の単一ミルク「ソフトカード明治コナミルクFM」発売。
- 1967年（昭和42年） - 乳酸菌飲料「パイゲンC」発売。
- 1968年（昭和43年）
  - 本社を中央区京橋に移転。
  - 旭川工場操業開始。
  - 西春別工場操業開始。
- 1970年（昭和45年）
  - 稚内工場操業開始。
  - 埼玉工場操業開始。
- 1971年（昭和46年）
  - 「明治プレーンヨーグルト（500ml、紙容器）」発売。
  - 6月1日 - 岡山工場操業開始。
  - 6月20日 - 京都工場操業開始。
  - 10月 - 「レディーボーデンアイスクリーム（バニラ、ストロベリー、コーヒー、チョコレート）」発売。
- 1972年（昭和47年）
  - 本別工場操業開始。
  - 兄弟企業の明治商事（後の明治製菓）の乳製品部門を譲受する。
- 1973年（昭和48年） - 「明治ブルガリアヨーグルト（500ml、紙容器）」発売。
- 1975年（昭和50年） - 「ソフトカード明治コナミルクFM-S」発売（脂肪の構造をさらに改良）。
- 1976年（昭和51年） - 「ピッツア&ピッツア」発売。冷凍食品事業に参入。
- 1977年（昭和52年） - 「明治ブリック（200ml、紙容器）」発売。
- 1978年（昭和53年）
  - 3月 - 群馬工場操業開始。
  - 6月 - 「明治ステップ」発売。
  - 10月 - 「ソフトカード明治コナミルクFA」発売（ミネラルバランスを改良）。
- 1979年（昭和54年） - アイススティック「うまか棒」発売（当初は九州限定）。
- 1981年（昭和56年） - 東京ディズニーランドの参加企業（オフィシャルスポンサー）第1号となる。「ソフトカード明治コナミルクFM-K」発売（ビタミンKの増強およびビタミンD3の使用）。
- 1982年（昭和57年） - 「明治ブリックアセプティックパック」発売。
- 1983年（昭和58年） - 「ボーデンコーン100」発売。
- 1984年（昭和59年） - 「明治ブルガリアヨーグルトLB51」発売。「ソフトカード明治コナミルクFK-T」発売（タウリンを適量配合）。
- 1985年（昭和60年） - 「明治ブルガリアのむヨーグルトLB51」発売。

社章（五十嵐威暢デザイン）

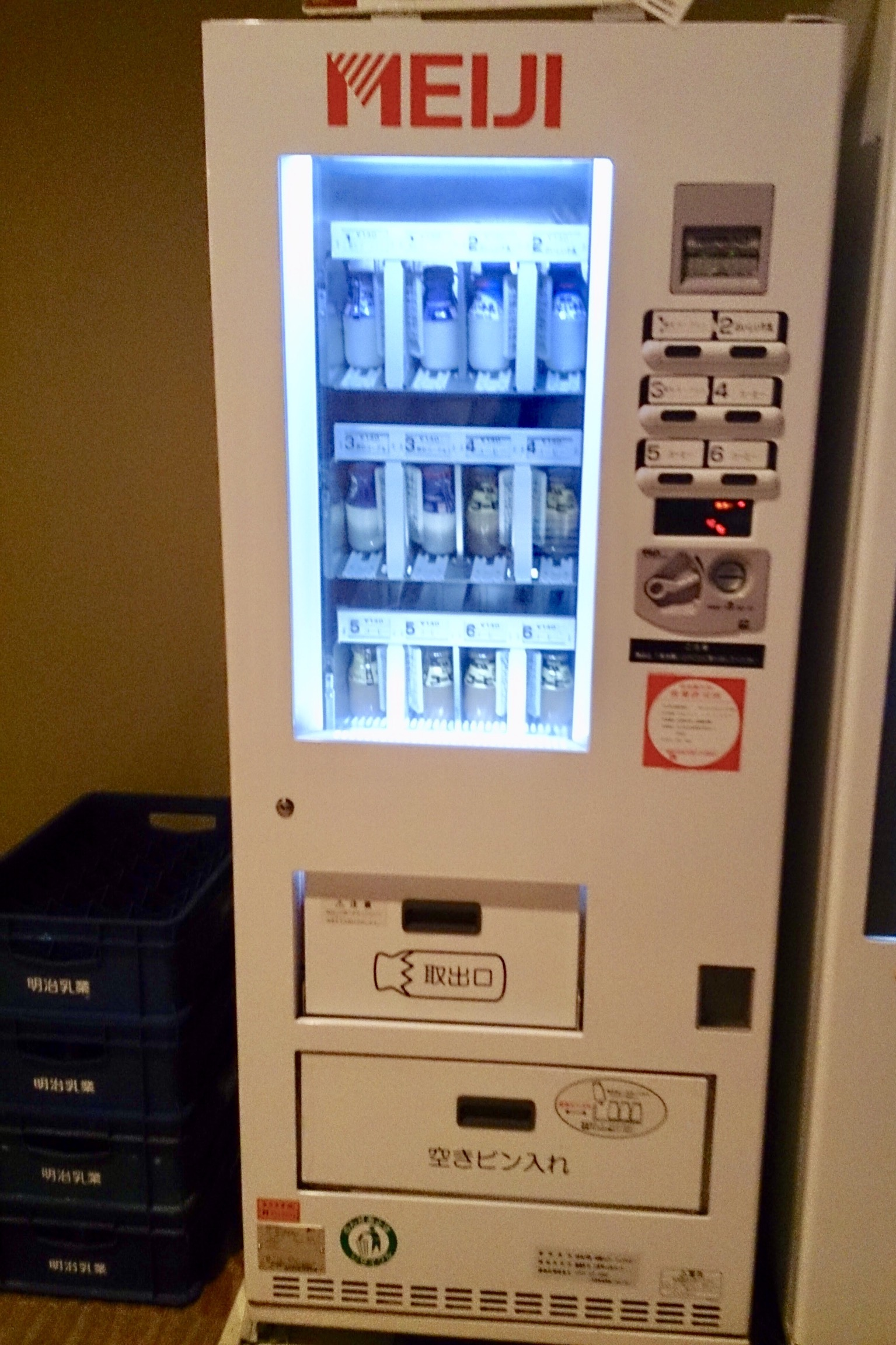
ブロック体時代のブランドマークが使用されている自動販売機

- 1986年（昭和61年） - 創業70周年を前にCI（ブロック体の「MEIJI」のデザイン化の社章）導入（制作：五十嵐威暢[46]）。
それまでは明治製菓と同じロゴ（斜体の「Meiji」、旭日旗の中心に「乳」をデザイン化した社章、現在のサイコロキャラメルの1の目のマークを「乳」に変えたもの）だった。
- 1987年（昭和62年） - 「赤ちゃんレストラン」発売。「ソフトカード明治コナミルクFK-3」発売（世界で初めてDHAを増強）。
- 1988年（昭和63年） - 「ソフトカード明治コナミルクFK-P」発売。
- 1989年（平成元年） - タイCPグループとの合弁会社「CP-MEIJI」を設立。
- 1990年（平成2年） - 高級アイスクリーム（乳脂肪分8％以上、乳固形分15％以上をアイスクリームと呼ぶ）「AYA（彩）」発売。
- 1991年（平成3年） - 抗HIV物質発見を発表。製品化・発売まで至っていない。「ソフトカード明治コナミルクF&P」発売（ホエー蛋白質の１つでミルクアレルゲンであるβ-ラクトグロブリンを世界で初めて酵素によって分解・低減）。
- 1992年（平成4年）
  - ボーデン社との提携解消により、「明治十勝チーズ」発売。
  - 佐久工場（後の軽井沢工場）操業開始。
- 1993年（平成5年） - 初のDHA入りフォローアップミルク「明治ニューステップ」発売。
- 1994年（平成6年） - 「明治エッセルスーパーカップ」発売。100円アイスブームの火付け役となる。「ソフトカード明治コナミルクF&P-f」発売（脂質全体のバランスが母乳化される）。
- 1995年（平成7年） - スズメバチの17種アミノ酸混合物を含み、運動で体脂肪の燃焼を促す「VAAM」を発売。
VAAMの開発元、特許取得者は新日本製鐵（NSC）である。円高不況のとき、NSCは、エンジニアリング事業、化学事業、半導体事業、情報通信事業、バイオ事業や食品事業、スペースワールドなどのテーマパーク事業など多角化経営に乗り出した。VAAMはその時の食品事業の名残りである。
円高不況のとき、安定した収益源を求めて、重厚長大産業が食品事業に進出する例が相次いだ。しかし、バブル崩壊でNSCは、本業の製鉄事業そのものが苦境に陥り、食品事業参入どころではなくなり、結局食品事業から撤退することになった。このような経緯で、NSCからVAAMの特許権を明治乳業が買い取り、商品化したもので、明治乳業の自社開発品ではない（似たようなケースとして、かつて日立造船が展開していた杜仲茶は小林製薬が事業を引き継いでいる）。
- 1996年（平成8年） - 「明治ブルガリアヨーグルトLB81」が特定保健用食品の認可を受ける。
- 1997年（平成9年） - 「ソフトカード明治コナミルクほほえみ」発売。これまでのソフトカード明治コナミルク類につけられたFK-P、F&P-f、FK-Tといった形式的な名前に代わり、平仮名名を採用。
- 1998年（平成10年） - 守谷新工場操業開始。国（農林水産省）の乳業再編事業に基づき、全国の小規模な工場を閉鎖し、大規模な乳業工場を建設。
- 2000年（平成12年） - プロバイオティクスに基づく乳酸菌LG21を使用した「明治プロビオヨーグルトLG21」を発売。LGとは、Lactobacillus gasseriの略称である。
- 2001年（平成13年） - 東京ディズニーシーの参加企業となる。中央区京橋から江東区へ本社を移転。地下鉄東西線東陽町駅から徒歩5分。
- 2002年（平成14年） - ナチュラルテイスト製法により、生乳の搾りたてのおいしさを引き出した「明治おいしい牛乳」を全国展開。九州新工場操業開始。
- 2005年（平成17年） - 関西新工場操業開始。プロバイオティクス事業の強化、西日本でのヨーグルト製造の拠点工場として建設された。「明治ほほえみ」発売（ソフトカード明治コナミルクのロゴが廃止される）。
- 2006年（平成18年）4月 - 明治乳業グループ・ナイスデイで流動食・介護食のオンラインショッピング開始。
- 2007年（平成19年） - 「明治ブルガリアヨーグルトLB81そのままでプレーン」、「明治ほほえみらくらくキューブ」発売。「明治ほほえみらくらくキューブ」については、下で詳述する。
- 2008年（平成20年） - 十勝新工場（北海道河西郡芽室町）建設、群馬栄養食新工場操業開始（今後の高齢化社会を見据え、介護食、流動食、経腸栄養剤の需要が伸びると判断して建設した。）。十勝工場で国産ゴーダチーズ、国産チェダーチーズを製造。これをプロセスチーズ製造工場である軽井沢工場に送り、プロセスチーズの原料としている。
- 2009年（平成21年）3月 - 「明治おいしい牛乳」の姉妹品として、乳脂肪分を1.5%に抑えた「明治おいしい低脂肪乳」を全国展開。
- 2009年（平成21年）4月 - 明治製菓と共同持株会社明治ホールディングス株式会社を設立し、明治乳業は明治ホールディングスの完全子会社となった。
- 2009年（平成21年）6月 - 「明治ステップらくらくキューブ」発売。
当初は同年4月に発売を予定していたが、「明治ステップ」の売り上げが好調なことに加え、設備稼動開始の遅れが重なり十分な製品量が確保できず、発売早々の欠品が出る可能性があったため、約2ヶ月延期しての発売となった。
- 2009年（平成21年）7月 - スローガンをグループ共通の「明日をもっとおいしく」に変更。
- 2009年（平成21年）8月 - 「明治プロビオヨーグルトLG21」の新CMより、明治製菓と共通のサウンドロゴを導入。
- 2009年（平成21年）9月 - 製品への新ブランドロゴ導入を開始。
- 2009年（平成21年）11月 - ヨーグルト世界第2位のヨープレイグループ（フランス）との提携を発表。
- 2009年（平成21年）12月 - EPS（多糖体）を多く産生する特性がある独自開発のブルガリア菌の一種「1073R-1乳酸菌」を使用した「明治ヨーグルトR-1」を発売（エリア限定販売、2010年1月から販売エリアを拡大予定）。
- 2010年（平成22年）4月 - テレビ東京で放送された銀魂の劇場版公開を記念として、「いちごオレ」を期間限定で発売。
- 2011年（平成23年）4月 - 明治グループの事業再編に伴い、商号を「株式会社 明治」に変更、明治製菓（現：Meiji Seika ファルマ）から菓子・食品・一般用医薬品（主にイソジンうがい薬など）事業が移管された。この一連の経営統合・事業再編によって、明治グループの食品事業は株式会社 明治に一本化されることになった。

## 発売されていた製品
※2011年3月時点。大部分の製品は新法人明治で継続して発売。

### 乳飲料・飲料
- 明治牛乳
- 明治おいしい牛乳（当初は東北限定発売）
- 明治おいしい低脂肪乳
- 明治ラブ
- 明治ブリック
- ミニッツメイド

日本コカ・コーラとの共同製造・販売。コカ・コーラ社にはゲーブルトップやテトラパックにジュースやコーヒー飲料、清涼飲料水を充填する技術が無く、これらの技術を有する明治乳業にミニッツメイドなどを製造委託していた。
- ポンジュース（愛媛県青果販売農業協同組合連合会から製造委託を受けていた時代があった）

### ヨーグルト
- ブルガリアヨーグルト
- LG21（プロビオヨーグルト）
- R-1
- 明治十勝ヨーグルト
- 明治ブルガリアヨーグルトLB81ドマッシュノ

### 宅配専用品
- 明治ラブエース
- ミルクでリカルデント

チューインガムの「リカルデント」に配合されているCPP-ACPを配合した乳飲料。同製品の製造元であるキャドバリーのライセンス契約により発売されている製品である。
- のびやかミルク しっかりカルシウム
- のびやかミルク しっかり鉄分
- 野菜生活100 Wのちから（カゴメとの提携商品）

β-カロテンを含有する「オリジナル」をベースにジュース専用トマト「凛々子」を使用し、リコピンを含有する特別仕様。
- 美しいあした

佐伯チズ推奨の美容系ヨーグルト。LB81乳酸菌・コラーゲン・セラミド配合。なお、かつて店頭用の製品も存在していた。市販品も上市したが、売り上げが伸びず、販売停止に追い込まれた。

### チーズ・バター・マーガリン類
- 明治北海道十勝スマートチーズ
- 明治北海道十勝スライスチーズ
- 明治北海道十勝スライスチーズ濃い味 [47]
- 明治北海道十勝カマンベール
- 明治北海道十勝バター
- 明治チューブでバター1/3
- 明治コーンソフト

### 育児用品・妊産婦製品（粉ミルク・ベビーフードなど）
- 明治ほほえみ
- 明治ステップ
- 明治ミルフィーHP
- 明治エレメンタルフォーミュラ
- 明治ベビーフード 赤ちゃん村
- すべすべみるる
- 明治ビオママ
- ねんころりん

2005年（平成17年）10月 - 明治乳業グループ・ナイスデイで育児用品のオンラインショッピングを開始。

### 栄養食品
- VAAM（ヴァーム）
- コルディアFe
- おなか活力タブレット

### アイスクリーム
- 彩
- 明治エッセルスーパーカップ
- うまか棒
- うずまきソフト
- 明治 叶匠壽庵

高級和菓子店「叶 匠壽庵」とのコラボレーション商品。

### クリーム
- 明治デザートホイップ
- 明治北海道十勝フレッシュ100

### デザート
- 明治プリン
- 明治旬のフルーツゼリー（製造販売元：パンピー食品）

### 冷凍食品
- ピッツァ&ピッツァ
- レンジえびグラタン

### 流動食・介護食品
- トロメイクSP
- メイバランス
- Inslow（インスロー）
- MEIN（メイン）
- Renalen LP/MP（リーナレンLP/MP）
- Fibren YH（ファイブレンYH）
- メイプロテイン

### 医薬品・検査薬　等
- 半消化態栄養剤
- 造影剤（商品名：ボースデル、販売は協和醗酵工業（現・協和発酵キリン）に委託。）
- クラミジア検査薬、淋病検査薬などの性病検査薬
- 妊娠検査薬など

育児用粉ミルクを取り扱っている都合上、産科、産婦人科との結びつきが強いため、これらの妊娠検査薬や性病検査薬を持っていた。

### 過去の製品
- 明治パイゲンC

乳酸菌飲料。
- 明治 牛乳アイス
- 明治 牛乳モナカ
- 明治 牛乳ソフト
- 明治 牛乳バーミニ
- 明治 牛乳デザート
- 明治からだ生きいき
- CHOYとパンにのせましょ
- フラン
- Pizzaクリスピーナ
- 明治コーン100
- ボーデンスライスチーズ
- 明治スティックZ-50
- 明治ブルガリアフルーツヨーグルト
- 明治ブルガリアヨーグルトプレミアム
- 明治フルーツサワー
- 明治ミルキーウェイ
- MEIJI THE MILKシリーズ
- ルミナスヨーグルト
- ヨーグルトでつくったドレッシング
- ロマノ・ビンディ
- レディーボーデン
- ブルージェ
- アクアスイート白桃
- 明治のみんしゃい紅茶オ・レ
- Bjシリーズ
- 鉄道浪漫シリーズ
- キャラコインシリーズ
- カフェミルク
- 荒しぼり
- ホワイトソーダ
- 涼美爽茶
- 紅茶彩館
- 十勝コーンスープ
- 清水園・天然水にいれた玉露
- ちょっと小粒なラ・フランス
- ヨーグルジョイシリーズ
- ちゃんと梅
- 珈琲ゼリー
- ザ・ホット・コーヒー
- ちゃんとカルシウム
- 香醇紅茶
- キャロット＆アップル
- 烏龍爽茶
- ビーズレモン
- なつかしい麦茶
- エチケット・レモンウォーター
- 烏龍茶
- 珈琲貴族シリーズ
- アスレティック
- 生クリーム入りコーンスープ
- みそ汁なめこ入り
- シーフードドリア
- 天然水でいれたお茶
- 明治ビタミン入り牛乳
- ブルックボンド
- 明治ショコラ・オ・レ
- 紅茶貴族シリーズ
- 基本珈琲/基本紅茶/基本オレンジ/基本アップル/基本グレープフルーツ/基本乳酸
- 明治ブルガリアプレーン
- ミルクフルサポート南帯林ミルク&バナナ
- ポケモンアイス
- ビタエースC
- ジャンボビタエースC
- スーパーヴァーム
- ヴァームウォーカー
- パトローゲン
- ソフトカード 明治コナミルク
- ネオメール
- 明治ベビーフード
- ハインツベビーフード
- 赤ちゃんレストラン
- ファクトプラス【体外診断用医薬品】
- YH-80
- リーナレンPro
- ハーモメイト水溶剤【農薬】

他、多数。

## 研究所
- 食品開発研究所（神奈川県小田原市）主に牛乳などの飲料、ヨーグルト、チーズ、バター、マーガリン、アイスクリーム、冷凍食品などの一般消費財の商品開発を担当。
- 食機能科学研究所（小田原市）育児用調製粉乳、離乳食、高齢者用流動食、栄養食品、健康食品、機能性食品、乳酸菌、栄養科学などの基礎研究を担当。学術・臨床研究部門も有する。栄養学や生理学にはエビデンスが必要なため、動物実験などを行い、基盤的な研究を行っている。
- 技術開発研究所（小田原市）生産技術開発、容器包装開発、情報システム開発、分析研究を担当。
- 研究企画部（小田原市）特許、研究企画、事務、工務を担当。
- 医薬品研究は、1998年（平成10年）ごろから撤収を続け、2006年（平成18年）1月をもって新薬の研究開発は完全撤退した。この過程で、医薬研究部門の研究者のうち、食品事業の部署への配置転換を希望した者のみ配置転換された。食品事業の部署への配置転換を希望しなかった者の多くは、退職している。

## 工場

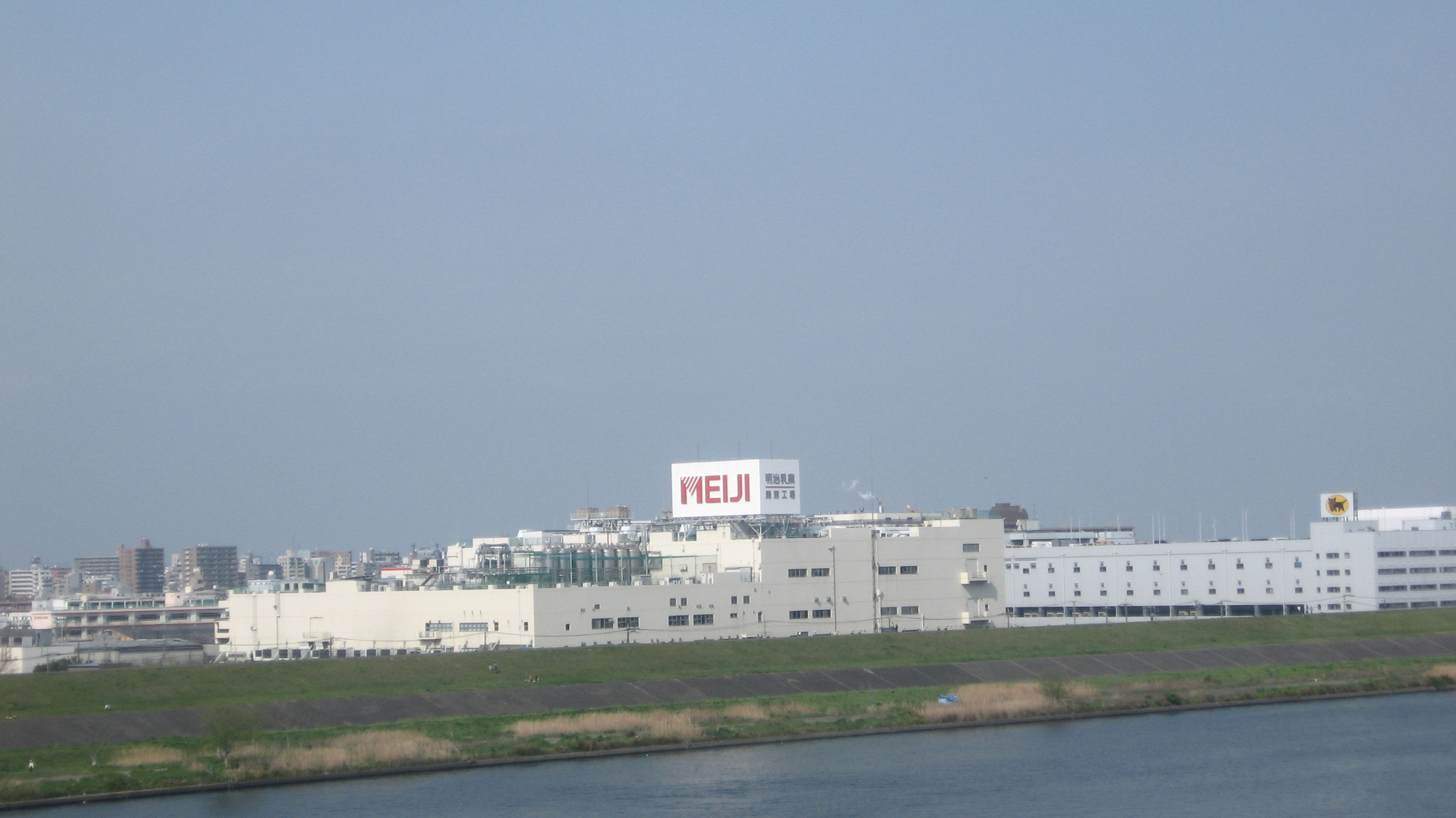
関東工場（現「明治」戸田工場。2010年4月撮影）

- 札幌工場（北海道札幌市白石区）　牛乳、乳飲料の製造
- 旭川工場（旭川市）　牛乳、乳飲料、LL牛乳の製造
- 稚内工場（稚内市）　バター、全脂粉乳、脱脂粉乳、ホエイ粉の製造
- 西春別工場（別海町）　バター、クリーム、濃縮乳、全脂粉乳、脱脂粉乳の製造
- 根室工場（根室市）　加糖練乳、無糖練乳、クリーム、濃縮乳の製造
- 十勝工場（芽室町）　ナチュラルチーズ（ゴーダ、チェダー、モッツァレラ）、クリーム、ホエイ粉の製造
- 十勝帯広工場（帯広市）　ナチュラルチーズ（カマンベール）、バター、ホエイ粉の製造
- 本別工場（本別町）　全脂粉乳、脱脂粉乳、クリーム、濃縮乳の製造
- 東北工場（宮城県大和町）　牛乳、乳飲料、ヨーグルトの製造
- 茨城工場（茨城県小美玉市）　冷凍食品（ピザなど）の製造
- 守谷工場（守谷市）　牛乳、乳飲料、ヨーグルトの製造
- 群馬工場（群馬県伊勢崎市）　アイスクリーム、アセプティック乳飲料の製造、流動食の製造
- 群馬栄養食工場（伊勢崎市）　流動食、介護食の製造
- 群馬医薬・栄養剤工場（伊勢崎市）　経腸栄養剤の製造
- 埼玉工場（埼玉県春日部市）　育児用調製粉乳の製造、ベビーフードの充填
- 関東工場（戸田市）　牛乳、乳飲料、ヨーグルト、プリン、ゼリー、フレッシュクリームの製造
- 神奈川工場（神奈川県茅ヶ崎市）　牛乳、乳飲料、ヨーグルトの製造
- 小田原工場（小田原市）　市販されるブルガリアヨーグルトの乳酸菌の培養・製造、先天性病者向け特殊用途育児用調製粉乳の製造
- 北陸工場（石川県野々市市）　牛乳、乳飲料の製造
- 軽井沢工場（長野県佐久市）　プロセスチーズ、ブルガリアヨーグルトケーキの製造
- 静岡工場（静岡県静岡市駿河区）　牛乳、乳飲料の製造
- 愛知工場（愛知県稲沢市）　牛乳、乳飲料、ヨーグルトの製造
- 関西工場（大阪府貝塚市）　ヨーグルト、アイスクリーム（予定）の製造
- 京都工場（京都府京田辺市）　牛乳、乳飲料、ヨーグルト、プリン、ゼリー、アイスクリーム、アセプティック乳飲料の製造
- 岡山工場（岡山県倉敷市）　牛乳、乳飲料の製造
- 広島工場（広島県海田町）　牛乳、乳飲料、ヨーグルトの製造
- 九州工場（福岡県八女市）　牛乳、乳飲料、ヨーグルトの製造

### 研修施設
- 能力開発センター（茨城県守谷市）

## おもな関連会社
- 四国明治乳業　牛乳、乳飲料の製造
- 沖縄明治乳業　牛乳、乳飲料、清涼飲料水の製造
- 千葉明治牛乳　マクドナルド向け乳飲料、業務用チーズの製造
- 栃木明治牛乳　牛乳、乳飲料、清涼飲料水の製造
- 東海明治　牛乳、乳飲料、清涼飲料水、ヨーグルトの製造
- 大阪保証牛乳　牛乳、乳飲料、清涼飲料水の製造
- CP-MEIJI（タイ王国）　チルド牛乳、乳飲料の製造
- フレッシュネットワークシステムズ（FNS）（下記の販社及び物流会社の統轄）
  - 東京明販、北海道明販、東北明販、中部明販、金沢明販、近畿明販、中国明販、九州明販（明治乳業ブランドの牛乳・乳製品・アイスクリーム等の販社）
  - 明治ロジテック、2008年4月に以下の2社が合併
    - 東京牛乳運輸（東日本地区の明治乳業製品の倉庫・配送）
    - カントラ（西日本地区の明治乳業製品の倉庫・配送）

  - 東京明治フーズ（ホテル、レストラン等の店舗向け業務用食材の販売・物流）
- ナイスデイ（出産準備品&ベビー用品の通販、明治乳業関連会社向け保険・リース）
- 明治ケンコーハム（ハム&ソーセージ、惣菜等の食肉加工・製造・販売）
- パンピー食品（明治乳業ブランドの飲料、プリン、ゼリー等の製造）
- 明治ライスデリカ（炊飯&米飯二次加工品の製造・販売）
- 明治飼糧（家畜飼料の製造・販売）1996年までは、明治乳業本体に入っていたが、分離・独立させた。
- アサヒブロイラー（鶏肉の加工・販売）
- 日本罐詰（スイートコーンの缶詰及び冷凍・レトルト食品の製造・販売）
- 明治油脂（マーガリン&各種油脂の加工・製造）明治乳業のマーガリン・ファットスプレッド商品の製造はここが受け持っている。

### 旧・明治製糖グループ
かつては全社、2008年度までの明治製菓のロゴを使用していた。
- 大日本明治製糖

かつての親会社（母体企業）。現在はほとんど関係がない。三菱商事全額出資子会社。今でも、原材料の輸入などは三菱商事を通じて行っており、伝統的に三菱グループとの付き合いが深い。工場のオートメーションシステムも三菱電機のメルタスやマクタスを採用している。
- 明治製菓

明治乳業と同じく明治製糖の一事業部が独立した企業、いわゆる兄弟企業。明治乳業は明治製菓と旧・明治商事（後に明治製菓へ統合）の乳業部門を引き継いでいる。しばらく両社は独立した企業として運営され、業務提携会社であった。株式の約3.5%を保有していた。
明治乳業と明治製菓は、両社の食材が活かされた明治乳業のアイスクリーム、明治乳業のヨーグルトを生かしたキャンディーというように、協力し合った商品開発を行ってきた。明治ケンコーハムは乳業の子会社（製菓とは無関係）である。
原料高騰など経営環境が厳しくなる中、2009年（平成21年）4月1日をもって両社は株式移転による共同持株会社「明治ホールディングス」を設立し、経営統合を実施した。さらに2011年4月1日には、事業統合・再編が行われ、「株式会社 明治」（食品事業：旧・明治乳業）と「Meiji seika ファルマ株式会社」（医薬品事業：旧・明治製菓）の2社が設立された。
旧・明治製糖との関係は、分離した企業という歴史的経緯はあるが、はるか昔のことであり、経営統合が発表される以前までは、いわゆるグループといわれるような関係はほとんどなかった。役員同士は定期的に会合を開いていたらしいが、本社が同一地にある、森永乳業と森永製菓の関係ほど緊密ではなかった。明治チューインガムは製菓の子会社。
尚、明治屋・明治安田生命・明治大学・明治学院大学・明治薬品・明治図書出版・明治時計などとは何の関係も無い。

## スローガン・キャッチフレーズ
- 健康って、おいしい。
- 自然のちからを、未来のチカラへ
- ヨーグルトは明治（ヨーグルト製品のみ）
- 人間はもっと健康になれる
- 明日をもっとおいしく（グループ共通。2009年7月〜）

## 広告・スポンサー活動

### テレビCM
いずれも2011年3月31日時点。同年3月11日に東日本大震災が発生したため、民放各局が数日ほど報道特別番組をCMなしで放送し、しばらくの間CM放映なし（ACジャパンの公共CMなどに差し替え→3月下旬よりCM再開）及び番組での提供クレジット一時休止、また明治グループの再編による商号消滅に伴い、提供番組はすべて2011年3月で一旦提供終了となった。なお、翌4月放送分よりそのまま新法人『明治』の提供となっている。

#### 出演者

##### 男性
- 浅野忠信 - カフェレシオ
- 石田純一 - 明治ブルガリアヨーグルト
- 小田和正 - 明治プロビオヨーグルトLG21
- 岸部シロー - 明治ヨーグルト
- 北野武 - 明治ヨーグルトLG21
- ケント・デリカット - ボーデンスライスチーズ
- 琴欧州[注釈 7] - 明治ブルガリアヨーグルト、明治おいしい牛乳、Esselスーパーカップターボ
- 関口宏 - 企業CM
- 高木ブー - VAAM（BooからQへ編では、縄跳びをしながら、モーフィングを駆使して高木から高橋尚子に変身するCMが放映された。）
- 谷啓 - ブリック
- 所ジョージ - 明治北海道十勝スライスチーズ・ヨーグルト、Esselスーパーカップ、ほか
- 原辰徳（読売ジャイアンツ監督）[注釈 8] - 明治の宅配（→明治に継続）
- 本郷奏多 - 明治おいしい牛乳
- 松岡修造 - VAAM

##### 女性
- 飛鳥凛 - 明治おいしい牛乳
- 荒井萌 - 明治Esselスーパーカップ
- 伊藤咲子 - ボーデンスライスチーズ
- 大山志保 - VAAM
- 研ナオコ - クイーンカップ
- 小泉今日子 - 明治北海道十勝スマートチーズ（→明治に継続）
- 小雪 - Aya
- 高橋尚子 - VAAM（上記のBooからQへ編では、縄跳びをしながら、モーフィングを駆使して本人に変身するCMが放映されたのが話題になった。）
- 常盤貴子 - 明治北海道十勝スライスチーズ・カマンベールチーズ
- 日向千歩 - 明治北海道十勝スマートチーズ
- 堀北真希 - 明治北海道十勝スマートチーズ
- 松下奈緒 - 明治ヘルシーソフト オフスタイル ※明治乳業最終CM（2011年3月。→明治に継続）

ほか

##### グループ
- DREAMS COME TRUE - 明治北海道十勝スマートチーズ（CMソングも担当）

### オフィシャルスポンサー
- 東京ディズニーランド・東京ディズニーシー
- 日本レスリング協会・協賛事業（1996年〜。全日本選抜レスリング選手権大会では最優秀選手に「明治乳業杯」を授与している）
- Jリーグ・名古屋グランパス（2007年〜。当初は練習着のスポンサーも行っていた）
- 四国アイランドリーグ（〜2007年。子会社の四国明治乳業（香川県三豊市）が協賛する）
- 帯広の森屋内スピードスケート場（2009年〜。命名権スポンサーであり、同年9月より明治北海道十勝オーバルと称する）

### 提供番組

#### テレビ
- 日本テレビでは、ミニ番組「食は知恵なり」を2011年3月27日放送終了まで単独提供していた。なお最終2週は、東日本大震災の被災地・被災者へのお見舞いと早期復興の願いを込め、メッセージCMを放送した（提供クレジットなし）。また、2009年より不定期で健康関連情報の単発特番シリーズを全国ネット一部放送局を除く）で放送されている[注釈 9]。
- TBSでは、「チャコちゃんシリーズ」の第1作「パパの育児手帳」を単独提供した。なおシリーズ後身の「ケンちゃんシリーズ」では、第7作「おそば屋ケンちゃん」以降、系列会社の明治製菓が提供していた。
- フジテレビでは、1959年7月開始の「進め!ラビット」（海外作品）から1969年10月終了の「そばかすプッチー」（国産作品）まで、月〜土18:55枠の帯アニメを単独提供した。複数社提供として「平岩弓枝ドラマシリーズ」（系列会社の明治製菓も提供）を番組終了までスポンサーを務めた。
- テレビ東京では、1980年代に「クイズ!地球まるかじり」のスポンサーを務めた（子会社の明治ボーデンも提供）。
- 朝日放送制作のテレビアニメ「はーいステップジュン」の提供を隔週で担当。なお、系列会社の明治製菓も隔週ごとに提供したケースもある。
- 名古屋テレビ制作のテレビアニメ、「獣神ライガー」1989年11月の放送分の提供した。

#### ラジオ
- 文化放送他のラジオ「みのもんたのウィークエンドをつかまえろ」の13時台スポンサー（サブタイトル：「明治乳業 フレッシュサタデー」）。
- 「高橋尚子 サインはQ」（2009年4月〜。キー局のニッポン放送とネット局の東海ラジオのみのスポンサー。同番組のパーソナリティーを務める高橋尚子がイメージキャラクターとなっているVAAMのCMが放送されている）
- 名古屋国際女子マラソン実況中継（東海ラジオ。VAAMのCMが放送されることが多い）

### 広告その他
- 東京ドーム

現在はブルガリアヨーグルト（広告には「明治ブルガリアヨーグルト」と記載）の看板広告が出されている。AYAの広告を出していた時期もあった。
- 琴欧洲勝紀

ブルガリア出身である縁から化粧まわしを贈呈。
- 一時期は「明治坊や」という牛乳瓶などを持った男の子のキャラクターも用いていた。

## 不祥事
- 1972年（昭和47年）4月5日、衆議院物価対策特別委員会で、明治乳業が過去に魚油やヤシ油など異種脂肪を牛乳に混入していたことが判明。同年5月16日、浅沼隆男社長、副社長、常務が辞表を提出した[48]。
- 2001年（平成13年）、スポーツ栄養飲料のメールマガジンに登録した全会員約１万人分のアドレスを一部会員に誤って送信した。このメールマガジンは、スポーツ栄養飲料「VAAM（ヴァーム）」と「コルディア」の購入者向けのメールマガジンで、メールマガジンを発行した際、記事の代わりに約1万人分のアドレスをコピーして張り付け、送信してしまった。
- 2008年（平成20年）、B型肝炎ワクチン製造工場に行政査察が入り、無菌充填機の清浄度区分が2006年（平成18年）7月に発信された無菌操作ガイドラインの基準を満たさないので、改善するように命令を受けた。明治乳業は、ワクチンの安全性に問題はないものの改善が終了するまでの間、ワクチンの自主回収を実施した[49]。現在では、その改善終了後の行政査察で問題はなかったが、事業性の観点から、ワクチン事業の終了を決定した。
- 2009年（平成21年）10月3日、「明治おいしい低脂肪牛乳」と「明治おいしい無脂肪牛乳」で乳及び乳製品の成分規格等に関する省令の比重規格の上限を超える製品があることが分かり、販売を休止することを発表した[50]。これは、同年9月にわかり易い商品名・種類別名称に変更する為、既存の「明治おいしい低脂肪乳（種類別：成分調整牛乳）」を「明治おいしい低脂肪牛乳（種類別：低脂肪牛乳）」にリニューアルした。その際、種類別名称「成分調整牛乳」には比重の規格がないことから、種類別名称「低脂肪牛乳」にも比重の規格がないものと誤認したのが原因で、同時期に発売された「明治おいしい無脂肪牛乳」でも同様の誤りがあることが分かった。製品の中身に問題はないため、健康への影響はないが、該当製品は店頭から撤去された。その後、「明治おいしい低脂肪牛乳」は種類別名称を「成分調整牛乳」に、商品名を「明治おいしい低脂肪乳」に名称変更前の状態に戻し、1000ml入りは同年10月14日に販売を再開。追って同製品の500ml入りも販売を再開した。